# Betty Lennox
Betty Bernice Lennox (* 4. Dezember 1976 in  Oklahoma City, Oklahoma, Vereinigte Staaten) ist eine ehemalige US-amerikanische Basketballspielerin. In der professionellen Women’s National Basketball Association (WNBA) spielte sie von 2000 bis 2011 und gewann einmal die Meisterschaft, bei der sie in der WNBA 2004 als Most Valuable Player (MVP) der Finalserie ausgezeichnet wurde. Zudem spielte sie professionell auch in Israel, Polen, auf Zypern und in Russland.
Trotz ihrer guten Leistungen nahm sie nie mit dem US-Basketballteam an einem internationalen Turnier teil.

## WNBA
Betty Lennox wurde im WNBA Draft 2000 von den Minnesota Lynx an der sechsten Stelle gezogen. In ihrer  ersten Saison für die Lynx wurde sie mit dem WNBA Rookie of the Year Award ausgezeichnet.
Am 13. Juni 2002 wurde sie zu den Miami Sol transferiert. Nachdem die Miami Sol nach der Saison 2002 aufgelöst wurden, wurde Lennox im Dispersal Draft von den Cleveland Rockers ausgewählt. Jedoch wurden die Rockers nach der Saison 2003 genau wie die Sol aufgelöst. Somit fand vor der Saison 2004 wieder ein Dispersal Draft statt. Dieses Mal haben sich die Seattle Storm die Rechte für Lennox gesichert. In ihrer ersten Saison für die Storm, gewann sie gleich ihre erste Meisterschaft. In den Finals gegen die Connecticut Sun wurde sie mit den WNBA Finals MVP Award ausgezeichnet.
In der Saison 2008 traten die Atlanta Dream der WNBA bei. Im Expansion Draft entschieden sich diese unter anderem für Lennox, die somit in der Saison 2008 für die Atlanta Dream spielte. Anschließend wechselte sie für zwei Saisons zu den Los Angeles Sparks und beendete ihre WNBA-Karriere 2011 nach einer Saison bei den Tulsa Shock.

### Europa
Für einige Jahre war sie auch für Vereine in Europa aktiv.